# Apáti község
Apáti község (románul: Comuna Apateu) község Arad megyében, Romániában. Központja Apáti, beosztott falvai Alsóbarakony, Moțiori.

## Népessége
1850 és 2021 között a népessége az alábbiak szerint alakult:
| Lakosok száma | 3908 | 4811 | 4484 | 5139 | 4564 | 3960 | 3684 | 3176 | 3129 |
|               | 1880 | 1900 | 1920 | 1941 | 1977 | 1992 | 2002 | 2011 | 2021 |